# نالتشيك

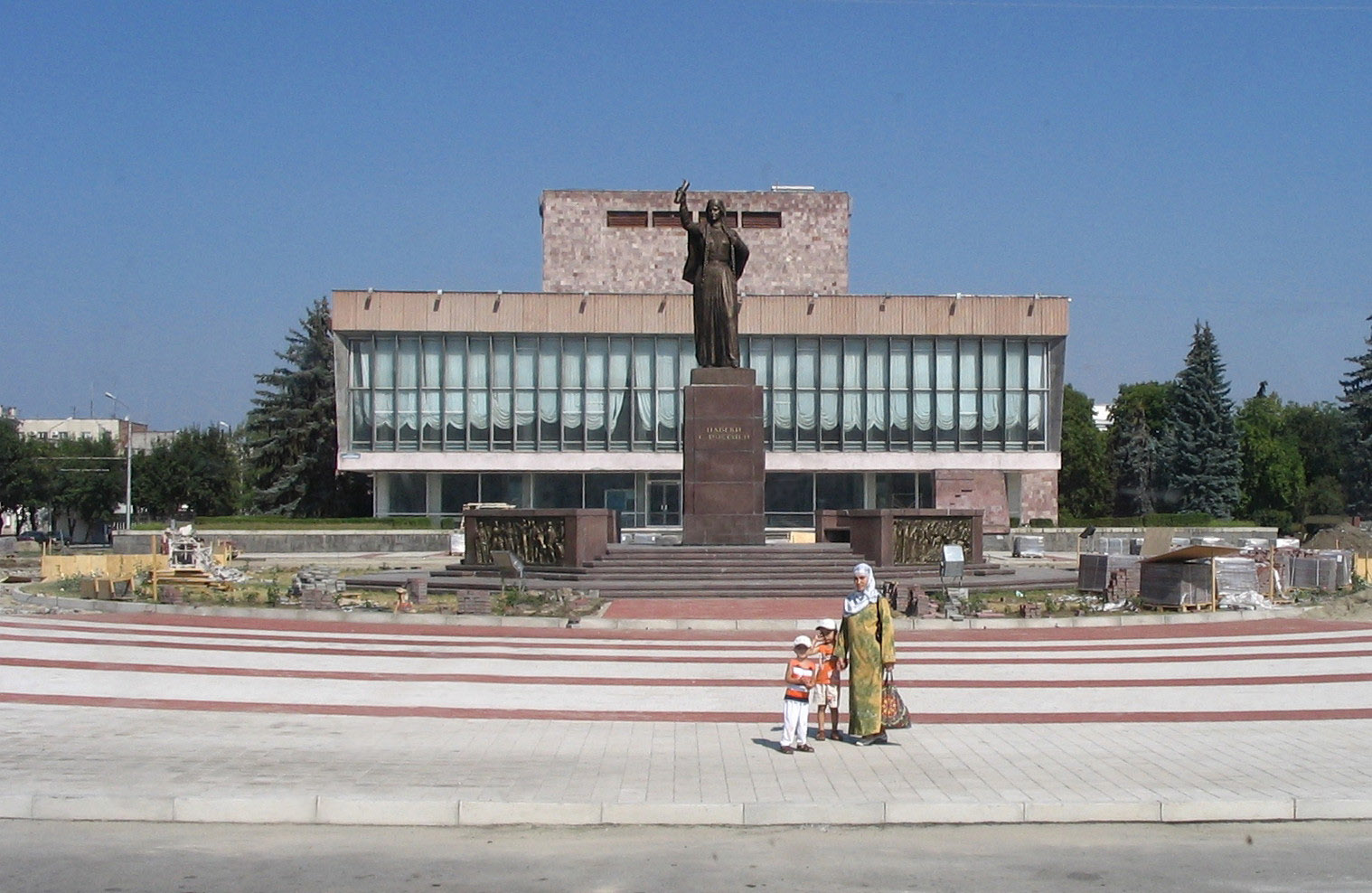
نالتشيك

نالتشيك ((الروسية: Нальчик)، باللغة القبردينية: Налщаэч، بلغة القراشاي بلقار: Нальчик) هي مدينة في روسيا الاتحادية وهي عاصمة الكيان الفدرالي الروسي جمهورية قبردينو - بلقاريا. وتقع المدينة على نهر نالتشيك (حوض نهر تيريك) على مقربة من جبل القوقاز الكبير على ارتفاع 500 متر فوق سطح البحر وتبعد عن العاصمة الروسية موسكو 1873 وتعمل في المدينة محطة للسكك الحديدية ومطار جوي ويبلغ عدد نفوسها 245.756 نسمة حسب إحصاء عام 2024.
توجد في المدينة جامعة ومسرح للدراما والموسيقى وفيلهارمونيا ومتحف طبيعي للمنطقة وقاعة للوحات الفنية.

## التاريخ
وفي عام 1743 اسست بلدة تحولت عام 1808 إلى مركز سياسي وإداري لقباردينو حيث كانت مقرا لامراء قبردين. وفي عام 1822 انشئت هنا قلعة نالتشيك الروسية. وفي عام 1838 توسعت القلعة وأصبحت بلدة عسكرية حيث غيرت عام 1871 إلى قصبة وأصبحت مركزا لدائرة نالتشيك في مقاطعة تيريك. واسم المدينة مأخوذ من اسم النهر ويعني باللغة المحلية «حدوة صغيرة» لكونها تشبه حدوة الخيل. وفي عام 1921 منحت صفة مدينة. وفي عام 1922 أصبحت مركزا لمقاطعة قبردينو - بلقاريا ذات الحكم الذاتي وللفترة من 1936 لغاية 1991 كانت عاصمة لجمهورية قبردينو- بلقاريا ذات الحكم الذاتي ومنذ 1991 عاصمة جمهورية قبردينو- بلقاريا.جامعه نالتشيك روسيا نالتشيك – مدينة في روسيا الاتحادية وهي عاصمة جمهورية قبردينو- بلقاريا وتقع المدينة على نهر نالتشيك (حوض نهر تيريك) على مقربة من جبل القوقاز الكبير على ارتفاع 500 متر فوق سطح البحر وتبعد عن العاصمة الروسية موسكو 1873 وتعمل في المدينة محطة للسكك الحديدية ومطار جوي ويبلغ عدد نفوسها 269.6 نسمة حسب إحصاء عام 2008. توجد في المدينة جامعة ومسرح للدراما والموسيقى وفيلهارمونيا ومتحف طبيعي للمنطقة وقاعة للوحات الفنية. وفي عام 1743 اسست بلدة تحولت عام 1808 إلى مركز سياسي وإداري لقباردينو حيث كانت مقرا لامراء قبردين. وفي عام 1822 انشئت هنا قلعة نالتشيك الروسية.
وفي عام 1838 توسعت القلعة وأصبحت بلدة عسكرية حيث غيرت عام 1871 إلى قصبة وأصبحت مركزا لدائرة نالتشيك في مقاطعة تيريك. واسم المدينة مأخوذ من اسم النهر ويعني باللغة المحلية «حدوة صغيرة» لكونها تشبه حدوة الخيل. وفي عام 1921 منحت صفة مدينة. وفي عام 1922 أصبحت مركزا لمقاطعة قبردينو - بلقاريا ذات الحكم الذاتي وللفترة من 1936 لغاية 1991 كانت عاصمة لجمهورية قبردينو- بلقاريا ذات الحكم الذاتي ومنذ 1991 عاصمة جمهورية قبردينو- بلقاريا.

## المناخ
يظهر الجدول التالي التغييرات المناخية على مدار السنة لنالتشيك:
| البيانات المناخية لـنالتشيك                    | البيانات المناخية لـنالتشيك | البيانات المناخية لـنالتشيك | البيانات المناخية لـنالتشيك | البيانات المناخية لـنالتشيك | البيانات المناخية لـنالتشيك | البيانات المناخية لـنالتشيك | البيانات المناخية لـنالتشيك | البيانات المناخية لـنالتشيك | البيانات المناخية لـنالتشيك | البيانات المناخية لـنالتشيك | البيانات المناخية لـنالتشيك | البيانات المناخية لـنالتشيك | البيانات المناخية لـنالتشيك |
| الشهر                                          | يناير                       | فبراير                      | مارس                        | أبريل                       | مايو                        | يونيو                       | يوليو                       | أغسطس                       | سبتمبر                      | أكتوبر                      | نوفمبر                      | ديسمبر                      | المعدل السنوي               |
| ---------------------------------------------- | --------------------------- | --------------------------- | --------------------------- | --------------------------- | --------------------------- | --------------------------- | --------------------------- | --------------------------- | --------------------------- | --------------------------- | --------------------------- | --------------------------- | --------------------------- |
| متوسط درجة الحرارة الكبرى °م (°ف)              | 0 (32)                      | 1 (34)                      | 7 (45)                      | 16 (61)                     | 21 (70)                     | 25 (77)                     | 27 (81)                     | 26 (79)                     | 22 (72)                     | 15 (59)                     | 8 (46)                      | 3 (37)                      | 15 (59)                     |
| المتوسط اليومي °م (°ف)                         | −3 (27)                     | −2 (28)                     | 3 (37)                      | 11 (52)                     | 16 (61)                     | 20 (68)                     | 22 (72)                     | 21 (70)                     | 17 (63)                     | 10 (50)                     | 5 (41)                      | 0 (32)                      | 10 (50)                     |
| متوسط درجة الحرارة الصغرى °م (°ف)              | −7 (19)                     | −6 (21)                     | −1 (30)                     | 5 (41)                      | 11 (52)                     | 14 (57)                     | 17 (63)                     | 16 (61)                     | 12 (54)                     | 5 (41)                      | 1 (34)                      | −4 (25)                     | 5 (41)                      |
| الهطول مم (إنش)                                | 22 (0.9)                    | 23 (0.9)                    | 38 (1.5)                    | 63 (2.5)                    | 99 (3.9)                    | 100 (3.9)                   | 72 (2.8)                    | 61 (2.4)                    | 55 (2.2)                    | 43 (1.7)                    | 29 (1.1)                    | 26 (1.0)                    | 631 (24.8)                  |
| متوسط أيام هطول الأمطار                        | 6                           | 6                           | 8                           | 9                           | 11                          | 11                          | 9                           | 7                           | 7                           | 7                           | 7                           | 7                           | 95                          |
| ساعات سطوع الشمس الشهرية                       | 69                          | 71                          | 117                         | 141                         | 185                         | 235                         | 222                         | 210                         | 201                         | 153                         | 93                          | 63                          | 1٬810                       |
| المصدر #1: Gydrometcenter                      |                             |                             |                             |                             |                             |                             |                             |                             |                             |                             |                             |                             |                             |
| المصدر #2: City Hall of Nalchik date=July 2012 |                             |                             |                             |                             |                             |                             |                             |                             |                             |                             |                             |                             |                             |

## الوضع الإداري والبلدي
في إطار التقسيمات الإدارية في روسيا الاتحادية، تم دمجها مع أربع مناطق ريفية كمدينة ذات الأهمية الفيدرالية الجمهورية نالتشيك - وهي وحدة إدارية لها وضع مساوٍ لوضع المناطق. كقسم بلدي، تم دمج مدينة ذات أهمية جمهورية نالتشيك كمنطقة نالتشيك الحضرية.
== السكان ==

## توأمة
لنالتشيك اتفاقيات توأمة مع كل من:
- قيصرية
- عمان (1994 -)
- رينو
- فلاديقوقاز

## أعلام
- أستيمير جورديوشينكو
- رسلان أوديزيف
- فلاديمير بليايف
- فيكتور بيلينكو
- روسلان ناخوشيف
- يوري كراسنوجان
- إينيسا آرماند
- مسلم ماقوماييف
- أنزور أستيميروف